# Ingo Kantorek

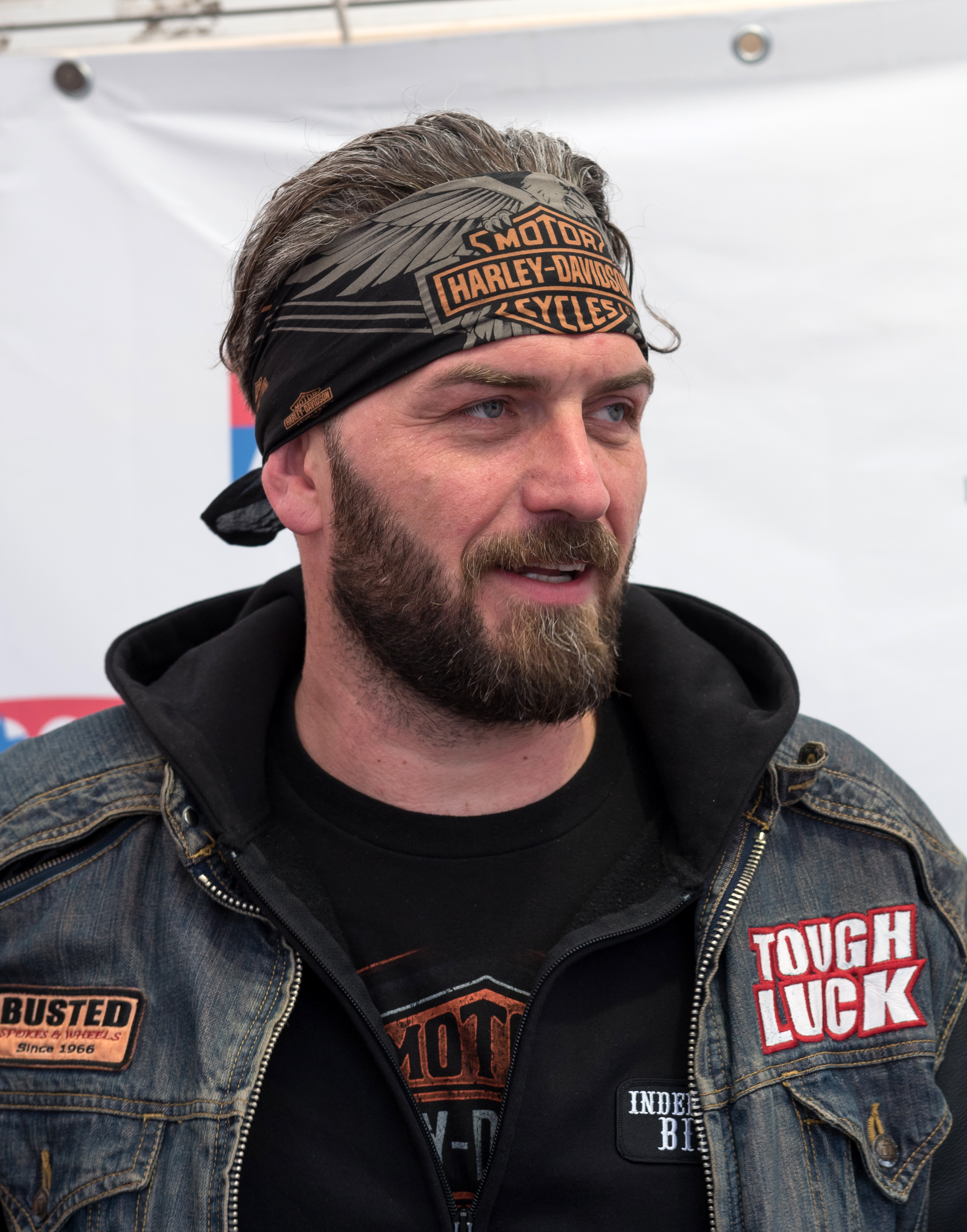
Ingo Kantorek (2018)

Ingo Kantorek (* 15. September 1974 in Lehrte; † 16. August 2019 bei Sindelfingen) war ein deutscher Laiendarsteller und Model.

## Leben
Kantorek arbeitete zunächst als Model, u. a. 2007 für einen Kalender der Fotografin Silke Drechsler. Bekanntheit erlangte er durch sein Mitwirken in der Reality-Seifenoper Köln 50667 des Fernsehsenders RTL II. Seit Beginn der Serie gehörte er zur festen Besetzung und spielte die Hauptrolle des Alex Kowalski. Im Oktober 2015 nahm er eine Drehpause, um mit seiner Familie von Hannover nach Köln zu ziehen.
Im Jahr 2015 moderierte er die Tattoomenta in Kassel.
Kantorek unterstützte eine Anti-Pelz-Kampagne von Animals United und engagierte sich für Hilfsorganisationen, darunter die Gruppe „Menschen in Not“. Zudem war er Initiator des von Prince Amaho, Mola Adebisi, Gerald Asamoah, Nelson Müller und anderen Prominenten unterstützten Musikprojekts Freedom, dessen Einnahmen u. a. sozialen Einrichtungen gespendet wurden.
In der Nacht zum 16. August 2019 verunglückten Ingo Kantorek und seine Ehefrau Suzana, die er im Jahr 2000 geheiratet hatte, tödlich bei einem Verkehrsunfall am A8-Rastplatz Sommerhofen Nord bei Sindelfingen.

## Filmografie
- 2013–2019: Köln 50667 (Fernsehserie)
- 2018: Team 13 – Freundschaft zählt (Fernsehserie)
- 2019: Tattoo Stories – Das geht unter die Haut! (Reality-Show)
- 2019: Ingo Kantorek – Ein Leben voller Leidenschaft (Dokumentation)

## Ingo Kantorek – Ein Leben voller Leidenschaft
Unter diesem Titel wurde im Oktober 2019 eine Dokumentation über Ingo Kantorek auf RTL ZWEI ausgestrahlt. In dieser Doku wurde über sein Leben, seine Tätigkeit als Schauspieler bei Köln 50667 aber auch über sein Privatleben und der Familie berichtet. 
Mitwirkende waren: Ingo Kantoreks Mutter und Schwester, Christoph Oberheide, Pia Tillmann, Luise-Isabella Matejczyk, Janine Pink, Mandy-Kay Bart, Danny Liedtke, Andree Katic, Zoe Scarlett und Jumbo Schreiner.